# Capnodium annonae
Capnodium annonae är en svampart som beskrevs av Pat. 1904. Capnodium annonae ingår i släktet Capnodium och familjen Capnodiaceae.   Inga underarter finns listade i Catalogue of Life.